# Iwanycia (obwód czernihowski)
Iwanycia (ukr. Іваниця) – wieś na Ukrainie, w obwodzie czernihowskim, w rejonie pryłuckim, w hromadzie Parafijiwka. W 2001 liczyła 1858 mieszkańców.

## Urodzeni
- Konstantyn Butejko – radziecki lekarz.